# Oscar Soetewey
Oscar François Joseph Edouard Soetewey (Antwerpen, 13 januari 1925 - 8 januari 1988), was een Belgische atleet, die gespecialiseerd was in de sprint en de middellange afstand. Hij nam eenmaal deel aan de Olympische Spelen en veroverde op twee onderdelen vier Belgische titels.

## Biografie
Soetewey werd in 1949 voor het eerst Belgisch kampioen op de 400 m. Het jaar nadien behaalde hij op dezelfde afstand een tweede titel en nam hij op dat nummer ook deel aan de Europese kampioenschappen in Brussel, waar hij in de halve finale uitgeschakeld werd. In 1951 verbeterde hij op de Belgisch kampioenschappen het Belgisch record op de 800 m van Richard Brancart tot 1.52,2. Het volgende jaar behaalde hij een tweede titel en nam hij deel aan de Olympische Spelen van 1952 in Helsinki. Hij werd uitgeschakeld in de reeksen.

### Clubs
Soetewey  was aangesloten bij UCLA.

## Belgische kampioenschappen
| Onderdeel | Jaar       |
| --------- | ---------- |
| 400 m     | 1949, 1950 |
| 800 m     | 1951, 1952 |

## Persoonlijk records
| Onderdeel | Prestatie        | Datum        | Plaats |
| --------- | ---------------- | ------------ | ------ |
| 400 m     | 49,7 s           |              |        |
| 800 m     | 1.52,2 s (ex-NR) | 22 juli 1951 | Heizel |

## Palmares

### 400 m
- 1948:  BK AC – 49,9 s
- 1949:  BK AC – 50,5 s
- 1950:  BK AC – 50,5 s
- 1950: 5e ½ fin. EK in Brussel – 51,4 s

### 800 m
- 1951:  BK AC – 1.52,2
- 1952:  BK AC – 1.53,5
- 1952: 4e in reeks OS in Helsinki – 1.55,4

### 4 x 400 m
- 1950: 4e in reeks EK in Brussel – 3.19,4